# Gary Junction Road
Die Gary Junction Road ist eine unbefestigte Outback-Piste im Südwesten des australischen Northern Territory und im angrenzenden östlichen Western Australia. Sie verbindet die Tanami Road südöstlich des Timouth Roadhouse mit dem Gary Highway und dem Jenkins Track in Gary Junction.

## Verlauf

### Northern Territory
136 km nordwestlich von Alice Springs zweigt die Gary Junction Road in Richtung Westen von der Tanami Road ab. Entlang der MacDonnell Ranges passiert man die drei Aborigines-Siedlungen Papunya, in einiger Entfernung Haasts Bluff und Mount Liebig. Der gleichnamige Berg liegt in unmittelbarer Nähe und ist mit 1524 m die höchste Erhebung in den MacDonnell Ranges. 200 km weiter westlich in der Nähe von Kintore zweigt die Sandy Blight Junction Road in südwestliche Richtung ab. 57 km weiter westlich passiert man die Piste von Northern Territory und Western Australia.

### Western Australia

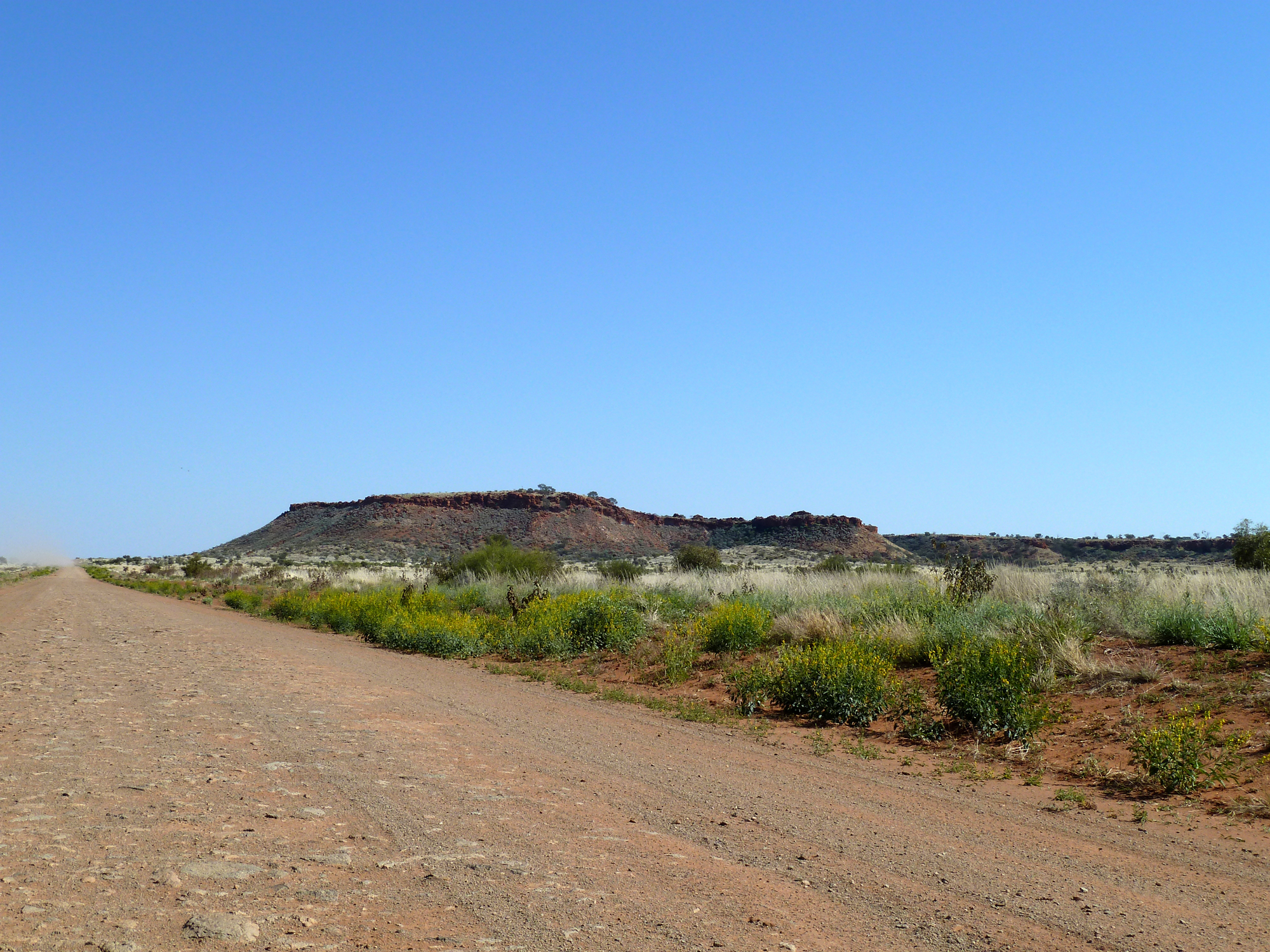
Straße beim Mount Tietkens westlich der Grenze zwischen Western Australia und Northern Territory

139 km westnordwestlich der Grenze ist die Siedlung Kiwirrkurra im nördlichen Teil der Gibsonwüste erreicht. Von dort sind es weitere 303 km bis Gary Junction, wo die Gary Junction Road endet.
Dort ergibt sich die Möglichkeit, Richtung Süden auf dem Gary Highway oder Richtung Westen auf den Jenkins Track nach Kurawaritji an der Canning Stock Route, bzw. der Wapet Road, weiterzufahren.
Der höchste Punkt im Verlauf der Straße liegt auf 629 m, der niedrigste auf 571 m.

## Geschichte
Wie viele andere Outback-Tracks wurde die Gary Junction Road in den 1960er-Jahren von Len Beadell zusammen mit seiner Gunbarrel Road Construction Party gebaut. Auch heute sind noch viele seiner Markierungen und Schilder am Straßenrand im Original erhalten. Benannt hat Len Beadell die Straße nach seinem Sohn Gary.

## Straßenzustand und Tankstellen
Der Straßenzustand ist sehr unterschiedlich, einige Abschnitte sind durchgehend fest und gut zu befahren, andere hingegen durch lockeren Sand oder auch steinige Abschnitte gekennzeichnet. Typisch sind auch hier corrugations. Um die Piste zu befahren, benötigt man ein Allradfahrzeug. Üblicherweise benötigt man für die fast 900 km lange Strecke zwei bis drei Tage.
Tankstellen finden sich in Papunya (NT), Mount Liebig (NT), Kintore (NT) und Kiwirrkura (WA).